# Kenny Rogers
Kenneth Donald "Kenny" Rogers, född 21 augusti 1938 i Houston, Texas, död 20 mars 2020 i Sandy Springs, Georgia, var en amerikansk countryartist, musikproducent, låtskrivare, skådespelare, fotograf och affärsman. Han slog igenom som sångare i gruppen The First Edition och hade sedan gruppen upplöstes 1976 en framgångsrik solokarriär. Han var bland annat känd för duettinspelningen av "Islands in the Stream" med Dolly Parton 1983, men också soloframgångar som "Coward of the County" 1979. Rogers var en av de medverkande i musikprojektet USA for Africa som framförde låten "We Are the World".

## Diskografi i urval
Album
- 1976 – Love Lifted Me
- 1976 – Kenny Rogers
- 1977 – Daytime Friends
- 1978 – Love or Something Like It
- 1978 – The Gambler
- 1978 – Every Time Two Fools Collide (med Dottie West)
- 1979 – Kenny
- 1980 – Gideon
- 1981 – Christmas
- 1981 – Share Your Love
- 1982 – Love Will Turn You Around
- 1983 – We've Got Tonight
- 1983 – Eyes That See in the Dark
- 1984 – What About Me?
- 1984 – Once Upon a Christmas (med Dolly Parton)
- 1985 – The Heart of the Matter
- 1985 – Love Is What We Make It
- 1986 – They Don't Make Them Like They Used To
- 1987 – I Prefer The Moonlight
- 1989 – Something Inside So Strong
- 1989 – Christmas in America
- 1990 – Love Is Strange
- 1991 – Back Home Again
- 1993 – If Only My Heart Had a Voice
- 1994 – Timepiece
- 1996 – Vote for Love
- 1996 – The Gift
- 1997 – Across My Heart
- 1998 – Christmas from the Heart
- 1999 – After Dark
- 1999 – She Rides Wild Horses
- 2000 – There You Go Again
- 2001 – Live By Request
- 2003 – Back to the Well
- 2006 – Water & Bridges

Singlar (nummer 1 på Billboard Hot Country Songs)

- 1977 – "Lucille"
- 1977 – "Daytime Friends"
- 1978 – "Love or Something Like It"
- 1978 – "The Gambler"
- 1979 – "She Believes in Me"
- 1979 – "You Decorated My Life"
- 1979 – "Coward of the County"
- 1980 – "Lady"
- 1981 – "I Don't Need You"
- 1982 – "Love Will Turn You Around"
- 1983 – "We've Got Tonight" (med Sheena Easton)
- 1983 – "Islands in the Stream" (med Dolly Parton)
- 1984 – "Crazy"
- 1985 – "Morning Desire"
- 1986 – "Tomb of the Unknown Love"
- 1987 – "Make No Mistake, She's Mine" (med Ronnie Milsap)
- 1999 – "Buy Me a Rose" (med Alison Krauss and Billy Dean)